# Schiederweiher
Der Schiederweiher ist ein durch Aufstau der Krummen Steyr künstlich angelegter See in der Polsterlucke im Stodertal, Gemeinde Hinterstoder. Der See liegt auf einer Höhe von 612 m ü. A. unterhalb des Großen Priels im Toten Gebirge.

## Beschreibung
Der rund 2 ha große Teich ist etwa 1 bis 1,5 m tief. Der Zufluss erfolgt über einen Stichgraben von der Krummen Steyr, zusätzlich wird er von Quellen in der Teichsohle gespeist. Der Abfluss in die Krumme Steyr wird über ein Holzwehr reguliert.
Der Boden ist von Seekreide bedeckt und mit Armleuchteralgen und Wasserhahnenfuß bewachsen. Am Südufer findet sich ein zusammenhängender Streifen aus Großseggenried, die anderen Ufer sind nur stellenweise mit Röhricht bewachsen, am  Westufer schließt eine Feuchtwiese an. Der Teich wird als oligotroph eingestuft.

## Geschichte
Der Schiederweiher wurde 1897 bis 1902 vom k.u.k. Hofbaumeister Johann Schieder errichtet. Um die zunehmende Veralgung und Verlandung des Weihers zu beenden, wurde der See 2004/05 durch die Gemeinde Hinterstoder mit Unterstützung des Grundeigentümers, des Herzogs von Württemberg, saniert.
Nach der unter Schonung des Schilfgürtels und der Flachwasserbereiche durchgeführten Sanierung wurde der Fischbestand im See 2005 mit Bachforellen aus der Region, Seesaiblingen, Reinanken, Elritzen, Koppen und Edelkrebsen neu aufgebaut.
2018 wurde der Schiederweiher im TV-Publikumsvoting 9 Plätze – 9 Schätze zum schönsten Platz Österreichs gekürt.

## Freizeit
- Der violette Weg der Via Alpina führt am Schiederweiher vorbei zum Prielschutzhaus.
- Der 20 km lange Flötzersteig führt vom Bahnhof Hinterstoder über den Stromboding-Wasserfall, die Kreidehöhle und den Schiederweiher zum Steyr-Ursprung.